# 盖拉茨基兴
盖拉茨基兴是德国巴伐利亚州的一个市镇。总面积12.90平方公里，总人口875人，其中男性420人，女性455人（2011年12月31日），人口密度68人/平方公里。